# Spatzensteuer
Die Spatzensteuer war vornehmlich im 18. Jahrhundert eine Steuer, die darauf gerichtet war, die Population des Haussperlings (im Volksmund „Spatz“ genannt) zu verringern, um das Saatgut vor Vogelfraß zu schützen. Eine solche Steuer wurde an vielen Orten erhoben.
1743 mussten im Kurfürstentum Hannover in bestimmter Anzahl Spatzen-, Elstern- und Krähenköpfe abgeliefert werden. Für das Nichterfüllen war eine Steuer zu zahlen.
Ein weiteres Beispiel ist ein Dekret von Herzog Carl Eugen von Württemberg, am 6. Juni 1789 in Hohenheim ausgestellt. Pro Person waren jährlich zwölf lebende Spatzen abzuliefern, wofür sechs Kreuzer ausbezahlt wurden. Wer die Auflage nicht erfüllte, musste zwölf Kreuzer Spatzensteuer zahlen.